# Mario De Micheli (calciatore)
Mario De Micheli (Roma, 8 aprile 1907 – Roma, 1º giugno 1965) è stato un calciatore italiano, di ruolo terzino.

## Caratteristiche tecniche

### Giocatore
De Micheli è stato un difensore della famosa Roma di Campo Testaccio.

## Carriera

### Giocatore

#### Club
Inizia la sua carriera con la Fortitudo nel 1924, dove gioca per tre stagioni (ottenendo 16 presenze e una rete), fino al 1927 quando passa alla Roma, squadra nata dalla fusione di Fortitudo, Alba Roma e Roman. Con i giallorossi ottiene 70 presenze oltre che alla Coppa CONI 1928 e alla Coppa dell'Europa Centrale 1931. Passa poi al Civitavecchia, dove gioca fino al 1933.

## Statistiche

### Presenze e reti nei club
Statistiche aggiornate al 31 dicembre 2014.
| Stagione         | Squadra          | Campionato       | Campionato | Campionato | Coppe nazionali | Coppe nazionali | Coppe nazionali | Coppe continentali | Coppe continentali | Coppe continentali | Altre coppe | Altre coppe | Altre coppe | Totale | Totale |
| Stagione         | Squadra          | Comp             | Pres       | Reti       | Comp            | Pres            | Reti            | Comp               | Pres               | Reti               | Comp        | Pres        | Reti        | Pres   | Reti   |
| ---------------- | ---------------- | ---------------- | ---------- | ---------- | --------------- | --------------- | --------------- | ------------------ | ------------------ | ------------------ | ----------- | ----------- | ----------- | ------ | ------ |
| 1924-1925        | Fortitudo        | PD               | ?          | ?          | -               | -               | -               | -                  | -                  | -                  | -           | -           | -           | ?      | ?      |
| 1925-1926        | Fortitudo        | PD               | 8          | 1          | -               | -               | -               | -                  | -                  | -                  | -           | -           | -           | 8      | 1      |
| 1926-1927        | Fortitudo        | DN               | 8          | 0          | -               | -               | -               | -                  | -                  | -                  | -           | -           | -           | 8      | 0      |
| Totale Fortitudo | Totale Fortitudo | Totale Fortitudo | 8+         | 1+         |                 | -               | -               |                    | -                  | -                  |             | -           | -           | 8+     | 1+     |
| 1927-1928        | Roma             | DN               | 0          | 0          | CC              | 1               | 0               | -                  | -                  | -                  | -           | -           | -           | 1      | 0      |
| 1928-1929        | Roma             | DN               | 14         | 0          | -               | -               | -               | -                  | -                  | -                  | -           | -           | -           | 14     | 0      |
| 1929-1930        | Roma             | A                | 30         | 0          | -               | -               | -               | -                  | -                  | -                  | -           | -           | -           | 30     | 0      |
| 1930-1931        | Roma             | A                | 16         | 0          | -               | -               | -               | -                  | -                  | -                  | -           | -           | -           | 16     | 0      |
| 1931-1932        | Roma             | A                | 10         | 0          | -               | -               | -               | CEC                | 4                  | 0                  | -           | -           | -           | 14     | 0      |
| Totale Roma      | Totale Roma      | Totale Roma      | 70         | 0          |                 | 0               | 0               |                    | -                  | -                  |             | -           | -           | 75     | 0      |
| 1932-1933        | Civitavecchia    | PD               | ?          | ?          | -               | -               | -               | -                  | -                  | -                  | -           | -           | -           | ?      | ?      |
| Totale carriera  | Totale carriera  | Totale carriera  | 78+        | 1+         |                 | 0               | 0               |                    | -                  | -                  |             | -           | -           | 83+    | 1+     |

## Palmarès

### Giocatore

#### Club
- Coppa CONI: 1

Roma: 1927-1928